# Eleccions a l'Assemblea de Còrsega de 1982
Eleccions a l'Assemblea de Còrsega de 1982 se celebraren el 8 d'agost i foren les primeres eleccions a l'Assemblea de Còrsega després de l'aprovació de l'estatut particular. De 200.885 inscrits van votar 136.063, amb una abstenció del 31,47%. Vencé la dreta progovernamental, però els nacionalistes moderats corsos van obtenir representació per primer cop. Els 61 escons de l'Assemblea es repartiren:
| Eleccions a l'Assemblea de Còrsega, 8 de març de 1982 → |        |        |                          |
| Partit                                                  | Escons | %      | Líder                    |
| RPR- UDF                                                | 19     | 28,12  | Jean-Paul de Rocca-Serra |
| Partit Comunista Francès (PCF)                          | 7      | 10,89  | Dominique Bucchini       |
| Unió del Poble Cors (PPC)                               | 7      | 10,61  | Edmond Simeoni           |
| MRG-Alta Còrsega                                        | 7      | 10,35  | Prosper Alfonsi          |
| UDF-Dissidents                                          | 6      | 9,34   | José Rossi               |
| MRG-Còrsega del Sud                                     | 4      | 6,69   | Nicolas Alfonsi          |
| PSF                                                     | 3      | 5,9    | A. Pantaloni             |
| Divers droite                                           | 2      | 3,11   | J. Colonna               |
| RPR-dissidents                                          | 1      | 2,66   | Jean-Louis Albertini     |
| Avenir de la Corse                                      | 1      | 2,43   | D. de Rocca-Serra        |
| PSF Dissidents                                          | 1      | 2,41   | -                        |
| Partit del Poble Cors                                   | 1      | 2,12   | Dominique Alfonsi        |
| Renaissance Corse                                       | 1      | 2,11   | F. Ceccaldi              |
| MRG-Alta Còrsega                                        | 1      | 1,68   | D. F. Simidei            |
| TOTAL                                                   | 61     | 100,00 | -                        |

Fou elegit president de l'Assemblea un candidat de compromís, Prosper Alfonsi, fins que el 1984 fou substituït per Jean-Paul de Rocca-Serra.